# ويلي ويبر
ويلي ويبر (بالألمانية: Willi Weber) (و. 1942  م) هو رائد أعمال، ووكيل رياضي ألماني، ولد في ريغنسبورغ.